# Ahuac (distrito)
Ahuac é um distrito da província de Chupaca, localizado do Departamento de Junín, Peru.

## Transporte
O distrito de Ahuac é servido pela seguinte rodovia:
- PE-24, que liga o distrito de Cerro Azul (Região de Lima) à cidade de Chilca (Região de Junín) [2][3][4]